# Anomala hymenalis
Anomala hymenalis är en skalbaggsart som beskrevs av Ohaus 1916. Anomala hymenalis ingår i släktet Anomala och familjen Rutelidae. Inga underarter finns listade i Catalogue of Life.